# So-net
So-net（ソネット）は、ソニーネットワークコミュニケーションズが日本、台湾で運営するインターネットサービスプロバイダ（ISP）。2013年7月1日から2016年6月30日までは同社の社名（ソネット株式会社）でもあった。

## 概要
ソニーグループに属するメーカー系プロバイダである。日本でインターネットが一般に普及しはじめた、1996年1月にサービスを開始。
メーカー系プロバイダであるが、同時期にサービスを開始したメーカー系の他社は情報通信機器の製造・運用の経験がある総合電機メーカーや、その子会社のパソコン通信運営会社が母体となっている。しかし当社は家電メーカーのソニーを母体としているため、情報通信機器や通信回線を使った本格的なサービスの経験がなく、ドリーム・トレイン・インターネットと同様にメーカー系プロバイダでありながら、むしろ独立系プロバイダ（インターネットイニシアティブ・リムネット・ベッコアメ・インターネット・東京インターネットなど）に近い立ち位置であった。
アクセス回線の選択肢が多いのが特徴で、固定電話（加入電話・フレッツ・ISDN・海外ローミング）、PHS（AirH" ・@FreeD（PIAFS）・bitWarp）、携帯電話（FOMA・PacketWIN・So-net モバイル 3G・So-net モバイル LTE・nuroモバイル）、WiMAX、ADSL（アッカ・ネットワークス・イー・アクセス・フレッツ・ADSL）、FTTH回線（フレッツ光・ひかりone・USEN・TEPCOひかり・コミュファ光・NURO光）、基幹ネットワークへのアクセス回線（KDDIインターネット網・ULTINA Internet網・NUROネットワーク・IIJバックボーンネットワーク）、NUROネットワークとのトランジット接続と幅広い。
会員数は、2018年6月現在、FTTH契約数は約282万人（モバイル会員・電話コース・こんてんつコース等の会員を含まず。）。2018年3月現在、国内の固定ブロードバンド回線のプロバイダの中ではYahoo!BB（ソフトバンク）・OCN（NTTコミュニケーションズ）・J:COM NET（ジュピターテレコム、KDDIグループ）に次いで4番目で、電機メーカー系の通信事業者としては首位。この他に、モバイル会員・こんてんつコースの会員等もいる。

## 沿革
- 1995年
  - 6月1日 - ソニーシステムデザイン株式会社（現：ソニーグローバルソリューションズ株式会社）が、インターネットプロバイダ Sinfonyの事業を開始[4]。
  - 11月 - ソニー株式会社、株式会社ソニー・ミュージックエンタテインメント、株式会社ソニーファイナンスインターナショナルの共同出資により、ソニーコミュニケーションネットワーク株式会社として、会社設立
- 1996年1月 - So-netとして、ISP事業を開始
- 1998年1月1日 - So-netの上位回線（一次プロバイダ）であった、ソニーシステムデザインの法人向けインターネットプロバイダ Sinfonyの事業を授受[5]。
- 2001年
  - 8月 - ADSLサービス開始
  - 9月 - ジャストシステムの子会社、ウェブオンラインネットワークスが運営する「JustNet」を吸収
  - 10月 - ハーボットサービス開始
- 2002年5月 - 光ファイバー接続サービス開始
- 2003年3月 - IP電話サービス開始
- 2004年
  - 9月15日 - ブログサービス「So-netブログ」ベータ版テスト
  - 11月24日 - 「So-netブログ」ベータ版公開
- 2006年10月 - ソネットエンタテインメント株式会社に商号変更
- 2007年11月1日 - インターネット電子番組ガイド「Gガイド.テレビ王国」サービス開始
- 2008年
  - 2月28日 - MVNO方式の最大7.2Mbps高速モバイル通信「bitWarp（EM）」サービス開始
  - 6月19日 - オンラインゲーム運営会社のゲームポットを買収し、完全子会社化
- 2008年7月31日 - ハーボットサービスを終了
- 2010年2月1日 - USENの、Gyao光（旧：BROAD-GATE 01）・Gyao BBを譲受
- 2011年
  - 4月7日 - リモート録画予約サービス「CHAN-TORU」の運営を、ビジョンアーツより移管
  - 10月3日 - MVNO方式の最大14Mbps高速モバイル通信「So-net モバイル 3G」サービス開始
- 2013年
  - 1月1日 - ソニーの完全子会社となる。
  - 4月15日 - 世界最速の最大2GbpsのFTTHサービス「NURO光」の提供を発表
  - 7月1日 - ソネット株式会社に商号変更[6]
- 2015年12月24日 - 業界初のデータ通信が毎月500MB未満まで無料で提供する、格安SIMサービス「0 SIM」をデジモノステーション（発行は同じソニーグループであるエムオン・エンタテインメント）2月号付録にし、事実上nuroモバイルの個人向けサービスを開始
- 2016年1月26日 - 「0 SIM」がデータ専用の他にSMS機能付き・音声機能付きプランの2プラン追加されて本格稼働開始。別途月額料金かかるがデータ専用プランと同じく500MB未満のデータ通信利用分は無料
- 2016年3月1日 - ソニーモバイルコミュニケーションズ株式会社の完全子会社となりソニー株式会社との関係もソニーの完全子会社からグループ会社へと再編される。
- 2016年7月1日 - ソニーネットワークコミュニケーションズ株式会社に商号変更[7]
- 2020年6月1日 - ブログサービス「SSブログ」（旧「So-netブログ」）をSeesaaへ事業譲渡[8]。
- 2021年9月30日 - 光回線事業「NURO光」や携帯電話事業を包括的ネットワークブランド「NURO」へ拡大、ロゴ刷新。

## 主なサービス
インターネット接続サービスでは、従来からあるフレッツ光のISP業務以外にも回線とISPを一本化したSo-net光コラボレーションや、So-netのネットワーク基盤であるNUROネットワークを使用した個人向けのNURO光・企業向けのNURO bizなどがある。ドコモ光・auひかり・コミュファ光ともISP業務で提携している。
移動通信事業では、先進的な取り組みとして ウィルコム・イーモバイルのPHS回線を使用したMVNOサービスbitWarpが行われていた。現在はこれに代わり、NTTドコモ・UQコミュニケーションズのMVNOとして、「So-net モバイル LTE」「PLAY SIM/Prepaid LTE SIM」「So-net モバイルWiMAX 2+」の名称で、一般利用者にモバイル回線の提供を行っている。また「nuroモバイル」の名称でNTTドコモの携帯電話回線を使用したMVNOサービスを提供するほか、MVNEとしてもMVNOに対する支援サービスも提供している。

### インターネット接続サービス
- 電話パック - 電話回線を使用したダイヤルアップ接続サービス
- フレッツISDN - NTTのISDN回線を使用したダイヤルアップ接続サービス
- So-net光 - フレッツ光・auひかり・コミュファ光回線を使用した接続サービス
- So-net 光 アクセス - NTTの光コラボレーションサービスによる、フレッツ光回線を使用した接続サービス
- So-net ドコモ光 - NTTの光コラボレーションサービスによる、フレッツ光回線を使用したNTTドコモの接続サービス ※2019年7月1日株式会社NTTぷららに事業譲渡
- NURO光 - NUROネットワークを使用した個人向けの接続サービス

### 高速モバイル通信サービス
- bitWarp - DDIポケット（のちのウィルコム、現：Y!mobile）・イーモバイル（現：Y!mobile）のPHS回線を使用したMVNOサービス サービス終了
- So-net モバイル 3G・So-net モバイル LTE - NTTドコモの携帯電話回線を使用したMVNOサービス 新規受付終了
- So-net モバイル WiMAX・So-net モバイル WiMAX 2+ - UQコミュニケーションズのWiMAX回線を使用したMVNOサービス
- nuroモバイル - NTTドコモの携帯電話回線を使用したMVNO・MVNEサービス

### ネットワークサービス
- bit-drive - 法人向けインターネットプロバイダ　クラウドサービス・回線サービスなどの各種サービスも提供
- So-net for Biz - bit-drive・NUROネットワークを使用した法人向けの各種サービス
- NURO biz - NUROネットワークを使用した法人向けの各種サービス
- ホスティング・ハウジングサービス - ジェフユナイテッド市原・千葉・浦和レッドダイヤモンズ・鹿島アントラーズ・名古屋グランパスエイト・演劇集団キャラメルボックス、mora・TBSテレビなど[9]

### コンテンツサービス
電子メールソフト「PostPet（）」シリーズの主人公、モモはソネットのメインキャラクターにもなっている。
- ココ釣りマスター - 携帯電話向けのGPS対応釣りゲーム サービス終了
- リヴリーアイランド - 育成ゲーム　ホームページ用ガジェット かつて関連会社であったゲームポットに移管
- PostPet - ピンク色の熊 モモを中心としたメールソフト キャラクターグッズも展開
- ハーボット - 育成ゲーム　ホームページ用ガジェット サービス終了
- コアエッジ - オンラインゲーム運営会社 So-netの関連会社
- アクトビラ - 親会社のソニーと共同で、35%を出資
- eyeVio - 動画共有サービス スプラシアに移管 サービス終了

### 運営サイト・自社メディア
- エムスリー - 医療関係者向けポータルサイト ※ソニーに譲渡
- PreBell - 一般向けオウンドメディア
- somu-lier - 総務担当者向けオウンドメディア